# Gewog di Zobel
Il gewog di Zobel è uno degli undici raggruppamenti di villaggi del distretto di Pemagatshel, nella regione Orientale, in Bhutan.